# Armagedon (powieść)
Armagedon (ang. Armageddon: The Cosmic Battle of the Ages) – XI tom bestsellerowej serii Powieść o czasach ostatecznych autorstwa Tima LaHaye’a i Jerry’ego B. Jenkinsa.

## Opis fabuły
W Nowym Babilonie nadal panują nieprzeniknione ciemności. Jego mieszkańcy nic nie widzą, odczuwają ból i cierpią z powodu wrzodów.
Rayford, Abdullah Smith i Naomi (córka jednego z członków starzyzny z Petry – Eleazara Tiberiasa) przylatują do stolicy Carpathii po Changa Wonga. Spotykają tam judaitę – Otto Weser jest przywódcą małej grupy wierzących z okolic Nowego Babilonu.
Rayford i Otto, obecni na naradzie zwołanej przez Carpathię, dowiadują się, iż kwatera główna zostanie przeniesiona do Al Hillah (w miejscu tym znajdują się ogromne magazyny z bronią nuklearną zgromadzoną przez Potentata). Za pół roku w Bagdadzie nastąpi konferencja Antychrysta z potentatami regionów, podczas której omówiona będzie strategia zniszczenia wierzących. W Izraelu zostaną zgromadzone duże siły lotnicze. Poborowi (z wyłączeniem sił pokojowych i brygad Stróżów Moralności) mają się stawić w Dolinie Jizreel na przeszkolenie wojskowe. Gdy okazuje się, że w Nowym Babilonie wylądował samolot, Rayford, Abdullah, Naomi i Chang odlatują do Petry.
Chloe, pełniąca wartę w schronie w San Diego, zauważa przez peryskop transporter Globalnej Wspólnoty. Samotnie opuszcza bezpieczne miejsce i wychodzi na zewnątrz. Wpada na żołnierzy Globalnej Wspólnoty i zostaje aresztowana. Przesłuchuje ją pułkownik Jonathan ‘Jock’ Ashmore. Chloe zostaje zidentyfikowana na podstawie wzoru siatkówki – wychodzi na jaw jej prawdziwa tożsamość, związki z Opozycją Ucisku, Tsionem i Chaimem oraz powiązania rodzinne. Jockowi nie udaje jednak namówić Chloe do zdrady i wyciągnąć z niej niezbędnych informacji. Korzystając z celowo podrzuconego przez agenta Globalnej Wspólnoty telefonu, Chloe w zaszyfrowany sposób powiadamia ojca, że wierzący muszą opuścić schron w San Diego i zostać przewiezieni do Petry.
Rayford i George Sebastian powstrzymują zrozpaczonego Bucka przed irracjonalnym atakiem na garnizon Globalnej Wspólnoty, w której przetrzymywana jest Chloe. Rozpoczynają się przygotowania wierzących do opuszczenia San Diego. Ming Toy i pilot Ree Woo pragną się pobrać.
Albie udaje się na wyspę Abadan (płd.-zach. Iran), gdzie przebywa Mainyu Mazda – znany mu okrutny międzynarodowy handlarz na czarnym rynku, który teraz żyje z dostarczania Globalnej Wspólnocie złapanych nielojalnych (cena za głowę żywego lub martwego wynosi 20 tys.). Smitty chce, by ten dowiedział się, w jakim dokładnie miejscu w Bagdadzie odbędzie się konferencja zwołana przez Carpathię i umieścił tam podsłuch. Mainyu chce 50 tys., Albie natomiast oferuje 30 tys. (plus drobne, które ma przysobie). Mazda strzela Albiemu między oczy i zabija go – dzięki temu zyskuje brakujące 20 tys.
W Petrze Naomi oprowadza Changa po siedzibie wierzących i zaznajamia go z miastem. Chang spotyka się z Tsionem Ben-Judah i Chaimem Rosenzweigiem, towarzyszy im Eleazar Tiberias. Chang wstydzi się znaku bestii, ale wspólna żarliwa modlitwa trójki mężczyzn za młodego mężczyznę powoduje, że znamię Antychrysta znika.
Chloe nadal przebywa w więzieniu. Zamiast jedzenia dostaje kostkę energetyczną, która umożliwia przeżycie, jednak powoduje duży ubytek sił. Sieć telewizyjna Globalnej Wspólnoty nadaje fałszywe wiadomości na jej temat (oraz jej najbliższej rodziny) oraz powiadamia widzów, że dzięki informacjom Chloe został pojmany i zabity inny terrorysta (chodzi o Albiego). Chloe zostaje uśpiona i przewieziona samolotem do innego miejsca odosobnienia.
Razor – żołnierz, jeden z wierzących, który śledził patrol Globalnej Wspólnoty – powiadamia o tym Bucka, Rayforda i George’a. Buck nie może darować sobie i przyjaciołom, że nie podjęto próby odbicia jego żony, gdy transportowano ją w nowe miejsce.
Chloe znajduje się w więzieniu w okolicach Julien w Illinois. Jest nadal przesłuchiwana przez Jocka, który wstrzykuje jej serum prawdy. Z pomocą Bożego posłańca – Kaleba – nie zdradza jednak wrogom żadnych ważnych informacji.
Mac i Zeke lądują w Petrze. Mac udaje się w przebraniu do Al Basrah, do mieszkania, które zajmował dawniej z Albim. Są tam dwaj strażnicy, którzy zaczaili się na niego, by dostarczyć go do MM (Mainyu Mazdy). Mac leci do Petry.
Buck i Rayford, nie wiedząc, gdzie jest przetrzymywana Chloe, opuszczają Stany Zjednoczone. Anioł Kaleb mówi Chloe, że jutro będzie w raju. Następnego dnia Chloe i 35 skazańców zostaje skierowanych na plac z siedmioma gilotynami. Globalna Wspólnota przeprowadza transmisję z egzekucji. Pod wpływem słów Chloe nawraca się część skazanych. Kaleb pojawia się w swej świetlistej postaci (jego blask razi oczy) i przemawia do ludzi: ostrzega, by nie przyjmowali oni znaku bestii oraz apeluje, by przyjęli Chrystusa. Okazuje się, że na całym świecie w miejscach znakowania i kaźni ukazują się aniołowie. Kaleb odchodzi, a egzekucje są kontynuowane, przy wrzasku i aprobacie zgromadzonego tłumu. Jock nie pozwala przemówić Chloe, jednak znów pojawia się Kaleb. Chloe żegna się z rodziną i zostaje zgilotynowana na wypełnionym blaskiem dziedzińcu.
Rayford i Buck przybywają do Petry, gdzie obecni są m.in. członkowie Opozycji Ucisku oraz wierzący ewakuowani z San Diego. Tsion prowadzi nabożeństwo żałobne – nazywa Albiego i Chloe „ludźmi Słowa”. Wkrótce odbywa się cichy ślub Ree Woo i Ming Toy. Rayford reorganizuje międzynarodową sieć wymiany towarowej. Chang opracowuje plan założenia podsłuchów w bagdadzkim centrum konferencyjnym. Stworzona przez niego fikcyjna firma (tworzą ją Ree, Buck, George i Rayford) montuje tam urządzenia podsłuchowe i kamery. Rząd Carpathii przenosi się z Al Hillah do pałacu koło gmachu konferencyjnego w Bagdadzie. Carpathia informuje najbliższych współpracowników, że niebawem przedstawi im trzy osoby, które pomogą mu w osiągnięciu jego celów.
W Petrze Chang przejmuje kontrolę nad dostępem do sieci telewizyjnej Globalnej Wspólnoty. Tsion występuje w telewizji ze swym przesłaniem. Mówi, że będą jeszcze dwa sądy: rzeka Eufrat zmieni się w suchy ląd i nastąpi wielkie trzęsienie ziemi oraz ogromny grad. Wzywa ludzi do nawrócenie się (nim nastąpi kolejny sąd) i naśladowania Chrystusa. Informuje również o swej stronie internetowej i możliwości przewiezienia wierzących w bezpieczne miejsce.
Leon mówi Carpathii o wątpliwościach członków gabinetu co do osoby Potentata. Buck pragnie być w Jerozolimie podczas wielkiej bitwy. Świat zmierza do Armagedonu. Nasilają się represje. Rayford organizuje most powietrzny z Petrą – mogą się tam udać jednak tylko ci, którzy posiadają znak Boga.
W Bagdadzie rozpoczyna się konferencja, zorganizowana z wielką pompą i przepychem. W sali konferencyjnej, w której zebrało się kilka tysięcy osób, Antychryst wyjawia swój plan: uczynić nieprzyjaciół sojusznikami lub wyplenić ich i stworzyć ziemską Arkadię. Członkowie Opozycji Ucisku obserwują drugą, tajną konferencję. Biorą w niej udział: Carpathia, Leon Fortunato, Viv Ivins, 10 potentatów, Suhail Akbar oraz 3 tajemniczych mężczyzn w czarnych garniturach i krawatach, którzy siedzą nieruchomo. Carpathia mówi o sobie: „Istnieję od wieczności po wieczność. Byłem na początku i pozostanę po wieki wieczne.” Opowiada o swym buncie przeciw Bogu Ojcu i jego Synowi, o tym, jak pociągnął za sobą 1/3 aniołów. Mówi, że zwycięży, bo zna plan bitwy (również czyta Biblię): gdy Globalna Wspólnota ruszy na Żydów, Syn stanie w ich obronie, a wtedy zaatakują go i wyeliminują. Wojsko zgromadzone będzie na równinie Megiddo (określanej jako Równina Ezdrelon lub Dolina Jizreel): 1/3 uderzy na Petrę, a 2/3 na Jerozolimę (zrówna miasto z ziemią i wybije Żydów). Potem nastąpi połączenie sił, by sprawić niespodziankę Synowi. Pada pytanie, jak skłonić zmęczonych i zniechęconych oficerów i żołnierzy do udania się na równinę. Carpathia przedstawia zebranym trzech mężczyzn – są to duchowe byty nie z tego świata, które towarzyszą mu od początku (od buntu przeciw Ojcu i Synowi), a przybierają ludzką postać, gdy jest to potrzebne. Dwie ropuchy z ust Carpathii i jedna z ust Fortunato wchodzą do gardeł trójki mężczyzn, którzy zostają ożywieni i stają się podobni do Nicolae. Mężczyźni ci to Asztarot, Baal i Beliar. Antychryst wysyła demony w świat, by zgromadziły za pół roku armię na równinie Megiddo.
Rozpoczynają się przygotowania do obrony Petry. Tsion – rabin, nauczyciel i kaznodzieja – chce być również żołnierzem. Pragnie głosić Ewangelię w Jerozolimie. Mówi, że 1/3 Bożego ludu zwróci się do Boga przed nadejściem końca (ludzi dzieli od niego tylko 8 wydarzeń). Do głównej bitwy dojdzie w okolicach Petry oraz w Jerozolimie. Obroną przedpola Petry ma zająć się George Sebastian.
Anioł wylewa szóstą czaszę gniewu Bożego „na rzekę wielką, na Eufrat.
A wyschła jej woda, by dla królów ze wschodu słońca droga stanęła otworem.” (Ap 16,12)
Przez wyschnięte koryto ciągnie ogromna liczba wojsk. Funkcjonariusze sił pokojowych i członkowie brygad Stróżów Moralności mają oddać się do dyspozycji Globalnej Armii Jedności.
Mac, Otto i George chcą wydobyć wierzących z Nowego Babilonu, nim ten zostanie zniszczony. Rayford helikopterem zawozi Tsiona do Jerozolimy. Na prośbę Tsiona ląduje koło Ściany Płaczu. Beh-Judah ujawnia swą tożsamość i wzywa Żydów, by byli gotowi na przyjście Jezusa i wyznali, że uznają Go za Mesjasza.
Telewizja nadaje wywiad z Nicolae Carpathią – ubranym na czarno, siedzącym na ogromnym czarnym rumaku i trzymającym w ręku długi miecz. Antychryst zapowiada zniszczenie wrogów.
Tsion mówi o walkach, które rozegrają się w Dolinie Joszafat. Niestrudzenie naucza (m.in. o szóstej i siódmej czaszy gniewu Bożego i ogromnym gradzie, jaki nastąpi) i wzywa do nawrócenia. Mówi, iż Jerozolima oprze się trzęsieniu ziemi, a prorokowane wydarzenia poprzedzi zniszczenie Nowego Babilonu.
Otto powiadamia Maca, że jedna z wierzących, którą uratował, oznajmiła mu, iż anioł zapowiedział upadek Nowego Babilonu. Lionel i Mac lecą tam dwoma samolotami i wydobywają z miasta ok. 150 wierzących. Gdy odlatują, następuje zagłada Nowego Babilonu.
Chaing informuje przebywających w Petrze, iż w Jerozolimie tysiące ludzi uznają Jezusa za Mesjasza. Do Jerozolimy zbliża się tymczasem armia Carpathii. Tsion, Buck i nawróceni chronią się w wielkiej kamiennej budowli. Obydwaj przyjaciele nocują u mężczyzny imieniem Shivte, jego żony i dwóch synów. Wkrótce rozdzielają się (Buckowi towarzyszy Shivte, a Tsion i 2 bracia udają się do Bramy Damasceńskiej). W Jerozolimie trwają walki – głównym celem jest Stare Miasto.
1/3 sił Carpathii otacza Petrę. Tworzy ją m.in. 100 tysięcy konnych. George chce ich zaatakować karabinkami na skupioną wiązkę energii.
Buck lokuje Shivte w Cytadeli, po czym rusza na poszukiwanie Tsiona i 2 braci, ale nie znajduje ich. Żołnierze Globalnej Armii Jedności chcą zniszczyć Ścianę Płaczu, jednak zostają odparci.
Rayford i Sebastian George startują helikopterem, by upewnić się, czy konnica zajęła pozycje. W helikopter uderza rakieta, jednak przelatuje przezeń i trafia w wojska Globalnej Wspólnoty. Wierzący otwierają ogień – konnica rozpierzcha się.
Buck widzi Tsiona niesionego na ramionach przez zelotów. Ściąga go na ziemię. Globalna Armia Jedności otwiera ogień. Buck i Tsion idą ku sadzawce Betezda. Chronią się w grocie razem z ok. 20 ludźmi. Globalna Armia Jedności przegrupowuje siły.
W Petrze konie stoją nieruchomo i nie reagują na polecenia jeźdźców.
Buck i Tsion przysuwają się do bramy Heroda. Tsion naucza. Carpathia wzywa Jerozolimę do poddania się – w odpowiedzi rozlegają się salwy obrońców. Tsion nadal głosi słowo Boże.
Zacieśnia się pierścień oblężenia wokół Petry.
W Jerozolimie drugi taran przedarł się do Starego Miasta. Żydzi – wraz z Tsionem i Buckiem – odpierają go. Tsion jest ranny. Buck niesie go do sadzawki Betezda. Rabin umiera.
W Petrze Sebastian wydaje rozkaz ponownego otworzenia ognia z karabinków na skupioną wiązkę energii.
Buck powiadamia Rayforda o śmierci Tsiona. Rusza w stronę Bramy Heroda (widzi tam dwóch młodych Izraelczyków), by walczyć.
Mac prosi Rayforda o rozmowę.
Globalna Armia Jedności zajmuje dużą część Jerozolimy.
Rayford informuje Changa i Naomi o śmierci Tsiona.
W Jerozolimie Carpathia – trzymając w ręku miecz i siedząc na czarnym koniu – bierze udział w konferencji prasowej. Zapowiada zniszczenie przeciwników oraz zaprowadzenie pokoju i harmonii.
Globalna Armia Jedności atakuje Petrę. Rayford, jadąc do Maca, zostaje wyrzucony z samochodu i ogłuszony, gdy obok niego wybucha jeden z pocisków. Jest ranny (w skroń i w nogę). Usiłuje iść, by znaleźć pomoc.
Globalna Armia Jedności przypuszcza – przy użyciu pocisków zapalających – szturm na Bramę Heroda. Żołnierze atakują ze wszystkich stron. Jeden z pocisków robi wyrwę w murze – Buck spada z niego. Ma przeciętą tętnicę. Zbliżają się do niego żołnierze Globalnej Armii Jedności.
Ranny Rayford czołga się.
Buck wisi głową w dół na murach Starego Miasta w Jerozolimie.
W Petrze Chang nie może się z nikim skontaktować. Czuje odgłos nadciągającej armii.
Globalna Armia Jedności atakuje Petrę. Rayford ma przebite płuco. Słabnie i osuwa się w nieświadomość.

## Miejsca wydarzeń
- Iran
- Irak
- Izrael
- Jordania
- Stany Zjednoczone